# Anasztaszija Vjacseszlavovna Pusztovojtova
Anasztaszija Vjacseszlavovna Pusztovojtova (Jeseník, 1981. február 10. –) válogatott orosz labdarúgó,hátvéd, nemzetközi női labdarúgó-játékvezető, asszisztens.

## Pályafutása labdarúgóként
Az orosz Rjazany-VDV csapatában játszott. Tagja volt a 2001-es női labdarúgó-Európa-bajnokságon és a 2003-as női labdarúgó-világbajnokságon szerepelt orosz női labdarúgó-válogatottaknak.

## Pályafutása játékvezetőként

### Nemzetközi játékvezetés
Pusztovojtova 2009 óta FIFA nemzetközi játékvezető.

#### Női labdarúgó-világbajnokság
A 2019-es női labdarúgó-világbajnokságon két csoportmérkőzést és a bronzmérkőzést vezette.

##### 2019-es női labdarúgó-világbajnokság
| Időpont          | Helyszín | Mérkőzés típusa | Mérkőzés          | Eredmény |
| ---------------- | -------- | --------------- | ----------------- | -------- |
| 2019. június 12. | Grenoble | Csoportkör      | Nigéria-Dél-Korea | 2–2      |
| 2019. június 20. | Le Havre | Csoportkör      | Svédország-USA    | 0–2      |
| 2019. július 6.  | Nizza    | Bronzmérkőzés   | Anglia-Svédország | 1–2      |

#### Női labdarúgó-Európa-bajnokság
A 2017-es női labdarúgó-Európa-bajnokságon egy csoportmérkőzést vezetett.

##### 2017-es női labdarúgó-Európa-bajnokság
| Időpont          | Helyszín   | Mérkőzés típusa | Mérkőzés     | Eredmény |
| ---------------- | ---------- | --------------- | ------------ | -------- |
| 2017. július 22. | Doetinchem | Csoportkör      | Izland-Svájc | 1–2      |

#### Olimpiai játékok
A 2020. évi nyári olimpiai játékokonon két csoportmérkőzést és a döntőt is ő vezette.

##### 2020. évi nyári olimpiai játékokon
| Időpont            | Helyszín | Mérkőzés típusa | Mérkőzés             | Eredmény                  |
| ------------------ | -------- | --------------- | -------------------- | ------------------------- |
| 2021. július 24.   | Szapporo | Csoportkör      | Japán-Nagy-Britannia | 0–1                       |
| 2021. július 27.   | Kashima  | Csoportkör      | USA-Ausztrália       | 0–0                       |
| 2021. augusztus 6. | Jokohama | Döntő           | Svédország-Kanada    | 1–1 (tizenegyesekkel 2–3) |

#### Nemzetközi kupadöntők
Pusztovojtova vezette a 2019-es UEFA Női bajnokok ligája-döntőjét.

##### UEFA Női bajnokok ligája
| Időpont         | Helyszín | Mérkőzés típusa | Mérkőzés                        | Eredmény |
| --------------- | -------- | --------------- | ------------------------------- | -------- |
| 2019. május 18. | Budapest | Döntő           | Olympique Lyonnais–FC Barcelona | 4–1      |